# Pálos Imre
Pálos Imre, Pálos Paikert Imre (eredeti neve: Paikert Imre) (Budapest, 1917. október 15. – Budapest, 1997. február 9.) operaénekes (tenor).

## Élete
Az Állami Zenekonzervatóriumban Balassa Istvánné növendéke volt. 1950–1953 között a Magyar Állami Népi Együttes énekkarának tagja. 1953–1956 között a miskolci Déryné Színház magánénekese. 1956-ban szerződtette a Magyar Állami Operaház, aminek egészen 1981-ig tagja volt.
Repertoárja főként olasz operák hőstenor és spinto szerepeiből állt. Európa több országában vendégszerepelt.
Felesége Földiák Erzsébet zongora- és énektanár volt.

## Szerepei
- Ludwig van Beethoven: Fidelio – Florestan
- Erkel Ferenc: Hunyadi László – címszerep
- Goldmark Károly: Sába királynője – Asszád
- Kenessey Jenő: Az arany meg az asszony – Rotarides
- Giacomo Puccini: Pillangókisasszony – B. F. Pinkerton
- Giacomo Puccini: Tosca – Mario Cavaradossi
- Giacomo Puccini: Turandot – Kalaf
- Camille Saint-Saëns: Sámson és Delila – Sámson
- Bedřich Smetana: Az eladott menyasszony – Jeník
- Dmitrij Dmitrijevics Sosztakovics: Katyerina Izmajlova – Zinovij Boriszovics Izmajlov
- Johann Strauss d. S.: A cigánybáró – Gábor diák
- Richard Strauss: Salome – Narraboth
- Giuseppe Verdi: Nabucco – Izmael
- Giuseppe Verdi: Macbeth – Macduff
- Giuseppe Verdi: A trubadúr – Manrico
- Giuseppe Verdi: Rigoletto – A mantuai herceg
- Giuseppe Verdi: A végzet hatalma – Don Alvaro
- Giuseppe Verdi: Álarcosbál – Richard gróf
- Giuseppe Verdi: Aida – Radamès
- Giuseppe Verdi: Don Carlos – címszerep
- Richard Wagner: A bolygó hollandi – Erik
- Richard Wagner: A nürnbergi mesterdalnokok – Balthazar Zorn

## Díjai, elismerései
- 1956 – Szocialista Kultúráért
- 1966 – Liszt Ferenc-díj
- 1978 – érdemes művész